# الرصف اللمسي

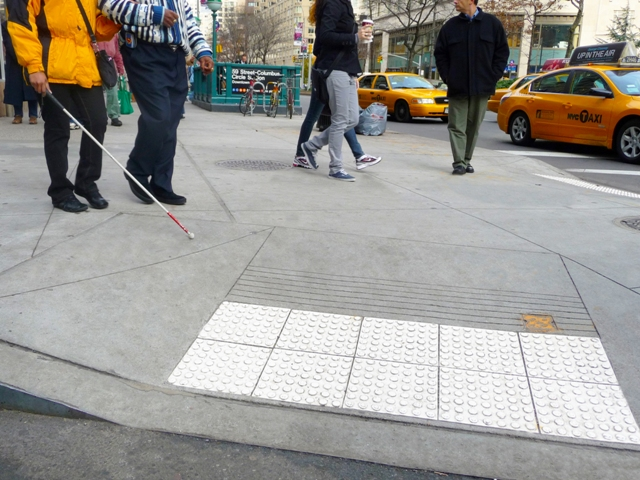
صور من الرصف اللمسي

الرصف اللمسي (Tactile paving)، يعرف أيضًا كتل تينجي أو القباب المقطوعة، والتحذيرات القابلة للاكتشاف والبلاط الملموس، على جوانب الطرق وعلى السلالم وعلى أرصفة الشوارع ومحطات السكك الحديدية، توفر التحذيرات اللمسية نمطًا سطحيًا مميزًا من القباب أو المخاريط أو القضبان المقطوعة، يمكن اكتشافها بواسطة عصا طويلة أو تحت الأقدام، والتي تستخدم لتنبيه ضعاف البصر عند اقتراب الشوارع والتغيرات الخطرة في الأسطح أو الدرجات.

## أصول الرصف اللمسي
تم إنشاء وتطوير الرصف اللمسي لأول مرة في اليابان في عام 1967، خلال هذا الوقت كان يُعرف أيضًا باسم طوب تينجي، انتشرت بسرعة في جميع أنحاء اليابان وتم اعتمادها في النهاية من قبل السكك الحديدية الوطنية اليابانية، ومن هناك أدخلت  أستراليا والولايات المتحدة الرصف الملموس في التسعينيات،
وبدأت كندا في دمجها في وسائل النقل.

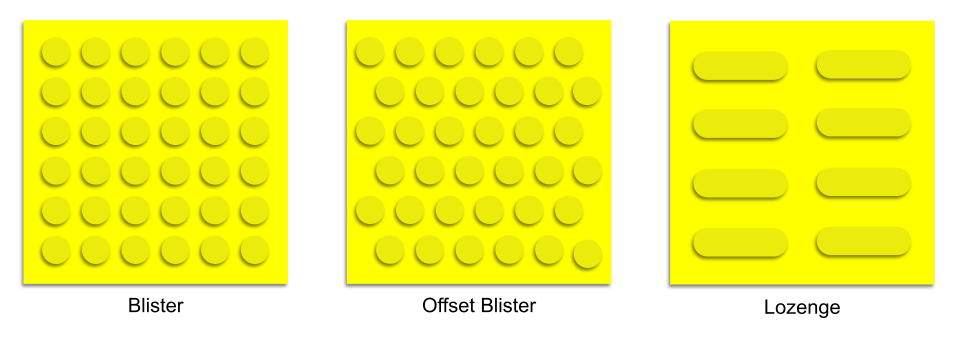
صور من الرصف اللمسي

في حين أن التصميم الأصلي استخدم نماذج خرسانية مسبقة الصب، فإن الرصف الحديث يستخدم مواد مثل الفولاذ المقاوم للصدأ والخرسانة والسيراميك، تسمح للألواح بأن تكون أكثر متانة لسنوات عديدة.

## أنواع الرصف اللمسي
هناك ثلاثة أنواع من أنماط الرصف الملموسة:
- أنماط الانتباه هي سلسلة من صفوف القباب المقطوعة، يأتي هذا النمط في شكلين: الشبكة والإزاحة. نمط الشبكة عبارة عن قباب متباعدة بشكل متساوٍ في شبكة مربعة. يحذر هذا النمط من سقوط الرصيف في نهاية الرصيف، نمط انتباه الإزاحة هو نسخة متداخلة من نمط الشبكة الذي يحذر من وجود ثقوب كبيرة أو مطاردات أمامك، ويتم استخدامه في الغالب في محطات القطار.

- الأنماط التوجيهية عبارة عن خطوط مستديرة تشبه القضيب، يمكن أن يعمل هذا النمط بطريقتين مختلفتين (عبر المسار أو بجانبه)، وإرسال رسالتين مختلفتين. يحذر النمط الإرشادي عبر المسار من مخاطر التعثر في المستقبل، بينما يوضح النمط التذهيب على طول المسار طريقًا آمنًا يجب اتباعه.[6]

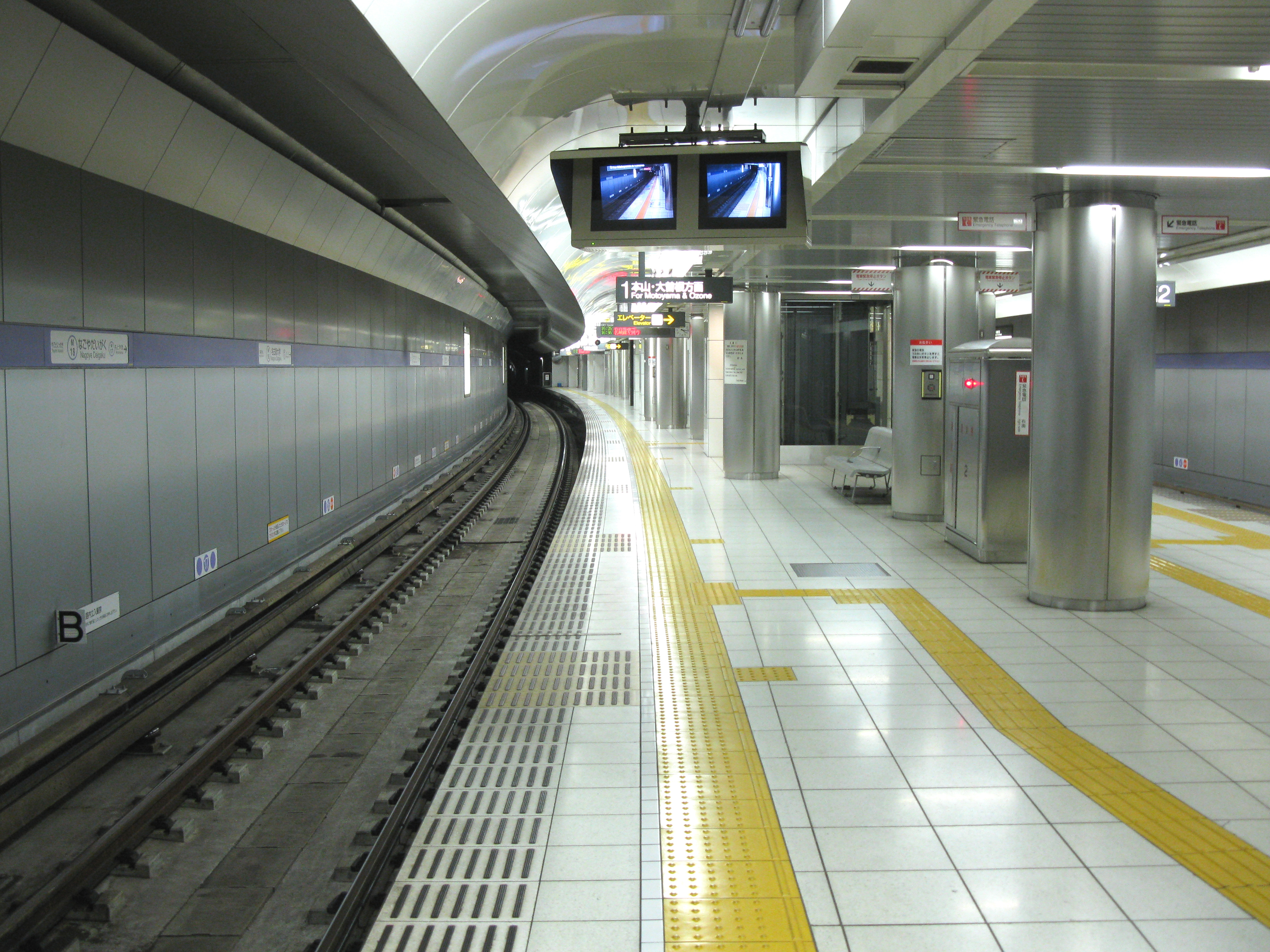
رصف اللمس بجانب الطرق

- رصف اللمس بجانب الطرقنمط المعينات عبارة عن بلاطات على شكل معينات متباعدة بشكل متساوٍ، يحذر هذا النمط من وسائل النقل السريعة أمامك مثل القطارات.[7]

## الآراء المعارضة
لقد تم تقديم حجج مفادها أن الأموال التي تم إنفاقها على تركيب الرصيف الملموس كان من الممكن إنفاقها بشكل أفضل بكثير في إجراء تحسينات أخرى طلبها الأشخاص ضعاف البصر بالفعل، مثل إصلاحات أسرع للرصيف المكسور، وأنه كان ينبغي وضع المزيد من التفكير في تحقيق التوازن بين احتياجات المشاة ضعاف البصر والمشاة ضعاف الحركة، مثل مستخدمي الكراسي المتحركة والعصا، الذين يمكنهم التعثر على المطبات.

## الرصف اللمسي في بعض دول العالم
في كندا، بدأ العثور على أسطح التحذير القابلة للاكتشاف في السنوات الأخيرة في العديد من معايير البناء الإقليمية والبلدية، تتطلب هذه المعايير وجود أسطح تحذيرية يمكن اكتشافها في المواقع المحددة، مثل منحدرات ممرات المشاة/منحدرات الرصيف، والمنحدرات الخارجية والداخلية، وفي أعلى السلالم وفي مناطق الهبوط، وعلى حافة منصات السكك الحديدية.
في الولايات المتحدة، أنظمة التحذير اللمسية مطلوبة بموجب قانون الأمريكيين ذوي الإعاقة لعام 1990 (ADA).
في الصين، يتم تثبيت مؤشرات سطح الأرض اللمسية على نطاق واسع في المدن الكبرى.

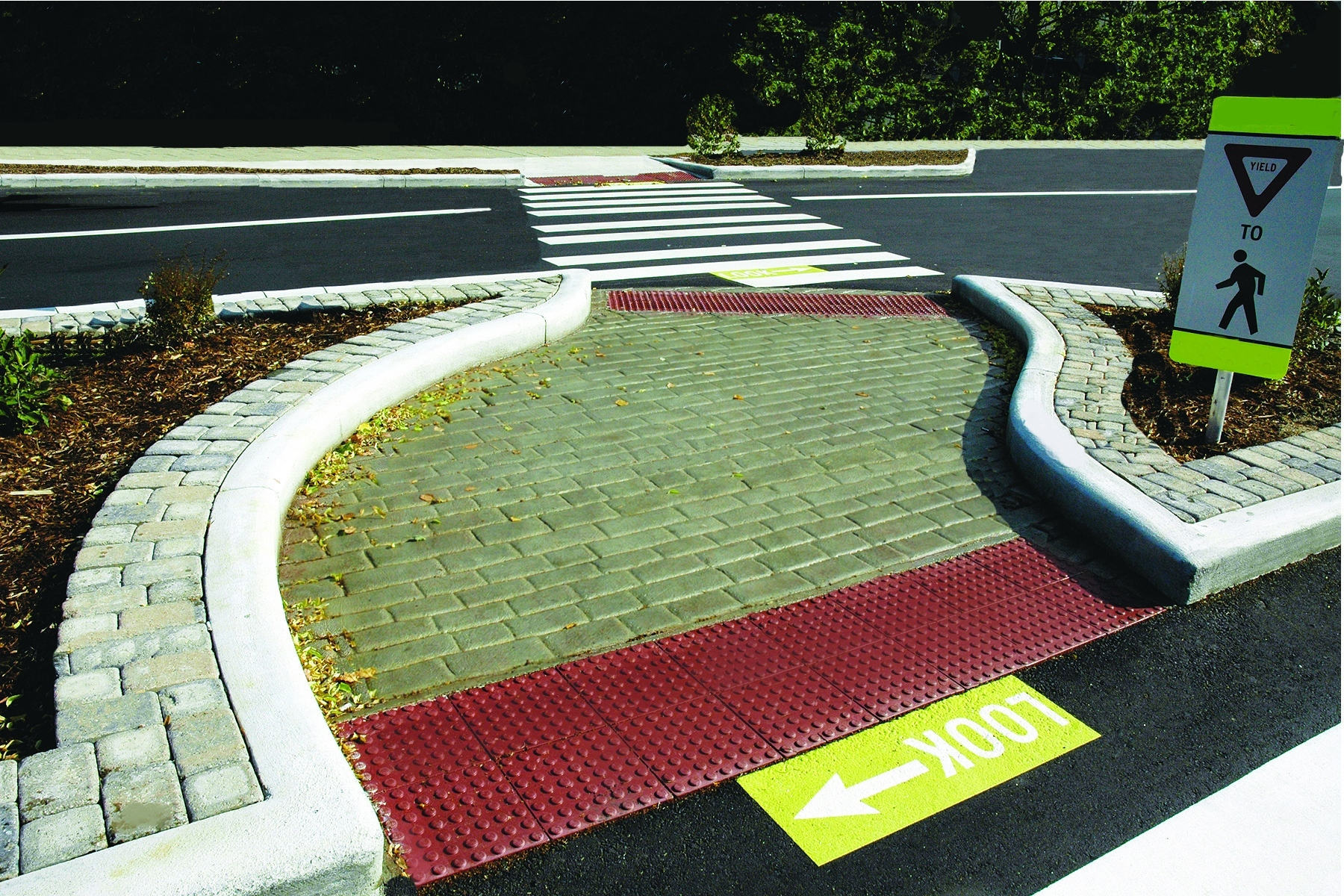
مسارات رصف اللمس أمام المباني

وفي الهند وإندونيسيا ودول أخرى كثيرة.